# Khalifa International Stadium
Das Khalifa International Stadium (arabisch استاد خليفة الدولي, DMG Istād Ḫalīfa ad-duwalī) in ar-Rayyan westlich von Katars Hauptstadt Doha ist das Nationalstadion der katarischen Fußballnationalmannschaft.

## Geschichte
Das Khalifa International Stadium wurde 1976 mit 20.000 Plätzen eröffnet und fasste bis zur Renovierung im Jahr 2014 insgesamt 50.000 Zuschauer. Das Fußballstadion mit einer Leichtathletikanlage gehört zu einem 250 Hektar großen Sport-Areal namens Aspire Zone. Zu diesem Gelände gehören z. B. der Aspire Dome; die größte überdachte Sportstätte der Welt, die Aspire Academy, das Schwimmstadion Hamad Aquatic Centre und der 300 Meter hohe Aspire Tower.
Die Arena war die Hauptsportstätte der Asienspiele 2006, wo unter anderem auch die Eröffnungs- und Schlussfeier der Spiele stattfanden. 2011 wurde die Fußball-Asienmeisterschaft in Katar ausgetragen, bei der das Khalifa International Stadium einer von fünf Spielorten war. Die Fußballnationalmannschaften von England und Brasilien trafen am 14. November 2009 zu einem Freundschaftsspiel in Doha aufeinander. Die Brasilianer siegten durch ein Tor von Nilmar in der 47. Minute mit 1:0.
Das Stadion wurde von 2014 bis Mai 2017 umgebaut, wodurch die Kapazität auf 40.000 Zuschauer sank. 2019 wurden die Leichtathletik-Weltmeisterschaften im Khalifa International Stadium ausgetragen. Mit einer Klimaanlage kann die Luft im Stadion auf 24 bis 28 Grad Celsius heruntergekühlt werden. Im Dezember 2019 wurden bei der Klub-WM 2019 vier Gruppenspiele sowie das Finale zwischen dem FC Liverpool und Flamengo Rio de Janeiro im Khalifa International Stadium ausgetragen.
Katar war Ausrichter der Fußball-Weltmeisterschaft 2022 und das Khalifa International Stadium stellte bei der Endrunde eines von acht WM-Stadien dar. In der Arena wurden sechs Gruppenspiele, ein Achtelfinale sowie das Spiel um Platz 3 absolviert. Während des Turniers bot es 45.857 Plätze.

## Spiele der Fußball-Weltmeisterschaft 2022 im Khalifa International Stadium
Es wurden acht Partien im Khalifa International Stadium in ar-Rayyan ausgetragen.
|                                                       |   |                    |           |
| Mo., 21. Nov. 2022 um 14:00 Uhr MEZ, Gruppe B         |   |                    |           |
| England                                               | – | Iran               | 6:2 (3:0) |
| Mi., 23. Nov. 2022 um 14:00 Uhr MEZ, Gruppe E         |   |                    |           |
| Deutschland                                           | – | Japan              | 1:2 (1:0) |
| Fr., 25. Nov. 2022 um 17:00 Uhr MEZ, Gruppe A         |   |                    |           |
| Niederlande                                           | – | Ecuador            | 1:1 (1:0) |
| So., 27. Nov. 2022 um 17:00 Uhr MEZ, Gruppe F         |   |                    |           |
| Kroatien                                              | – | Kanada             | 4:1 (2:1) |
| Di., 29. Nov. 2022 um 16:00 Uhr MEZ, Gruppe A         |   |                    |           |
| Ecuador                                               | – | Senegal            | 1:2 (0:1) |
| Do., 1. Dez. 2022 um 20:00 Uhr MEZ, Gruppe E          |   |                    |           |
| Japan                                                 | – | Spanien            | 2:1 (0:1) |
| Sa., 3. Dez. 2022 um 16:00 Uhr MEZ, Achtelfinale      |   |                    |           |
| Niederlande                                           | – | Vereinigte Staaten | 3:1 (2:0) |
| Sa., 17. Dez. 2022 um 16:00 Uhr MEZ, Spiel um Platz 3 |   |                    |           |
| Kroatien                                              | – | Marokko            | 2:1 (2:1) |